# Kto umiera stojąc
Kto umiera stojąc (tytuł oryginalny: Kush vdes në kembë) – albański film fabularny z roku 1985 w reżyserii Vladimira Priftiego.

## Opis fabuły
Film przedstawia portret Petro Nini Luarasiego (1865-1911), albańskiego działacza narodowego i nauczyciela, który pod koniec XIX w. działał na rzecz tworzenia szkół z językiem albańskim. 
Film realizowano w Korczy. W roli statystów w filmie wystąpili robotnicy i pracownicy spółdzielni produkcyjnych z okręgu Korcza.

## Obsada
- Guljelm Radoja jako Petro Luarasi
- Reshat Arbana jako Dajlan bej
- Anastas Kristofori jako kupiec
- Sandër Prosi jako despota
- Pandi Raidhi jako wiejski ksiądz
- Petrika Riza jako kajmakam
- Hajrie Rondo jako Lina
- Llazi Sërbo jako Ajaz
- Stavri Shkurti jako lekarz
- Birçe Hasko jako przewodniczący sądu
- Piro Qirjo jako Guri, przyjaciel Petro Luarasi
- Fadil Kujovska jako Fakja
- Paskal Prifti jako oficer
- Gjergji Lala jako żołnierz turecki
- Vangjel Grabocka jako starosta
- Thimi Filipi
- Marko Bitraku

## Nagrody i wyróżnienia
Film otrzymał trzy nagrody na VI Festiwalu Filmów Albańskich, w tym dwie nagrody aktorskie (Guljelm Radoja i Reshat Arbana).